# Serrula
Serrula (l. mn. serrulae) – w anatomii określenie różnych drobno piłkowanych struktur.
U pająków serrulą nazywa się drobno piłkowaną krawędź boczną lub przednią każdej ze szczęk. Tego typu modyfikacja występuje u większości przedstawicieli infrarzędu pająków wyższych. Umożliwia ona wcinanie się narządów gębowych do wnętrza ofiary.
U zaleszczotków serrule występują na szczypcach nogogłaszczków. Serrula exterior ma postać zaopatrzonego w zestaw delikatnych ząbków kila biegnącego przez różnie długi odcinek palca ruchomego. Serrula interior ma bardziej zmienną budowę i znajduje się u nasady palca nieruchomego.
U owadów serrula stanowi część pokładełka piłkowanego (ovipositor serratus). Określa się tym mianem wtórne wcięcia na zębie (dens ovipositoris) piłkowanej krawędzi dolnej (serra ovipositoris) pierwszej walwy. Struktura ta występować może np. u błonkówek z rodziny pilarzowatych.